# Frittieren

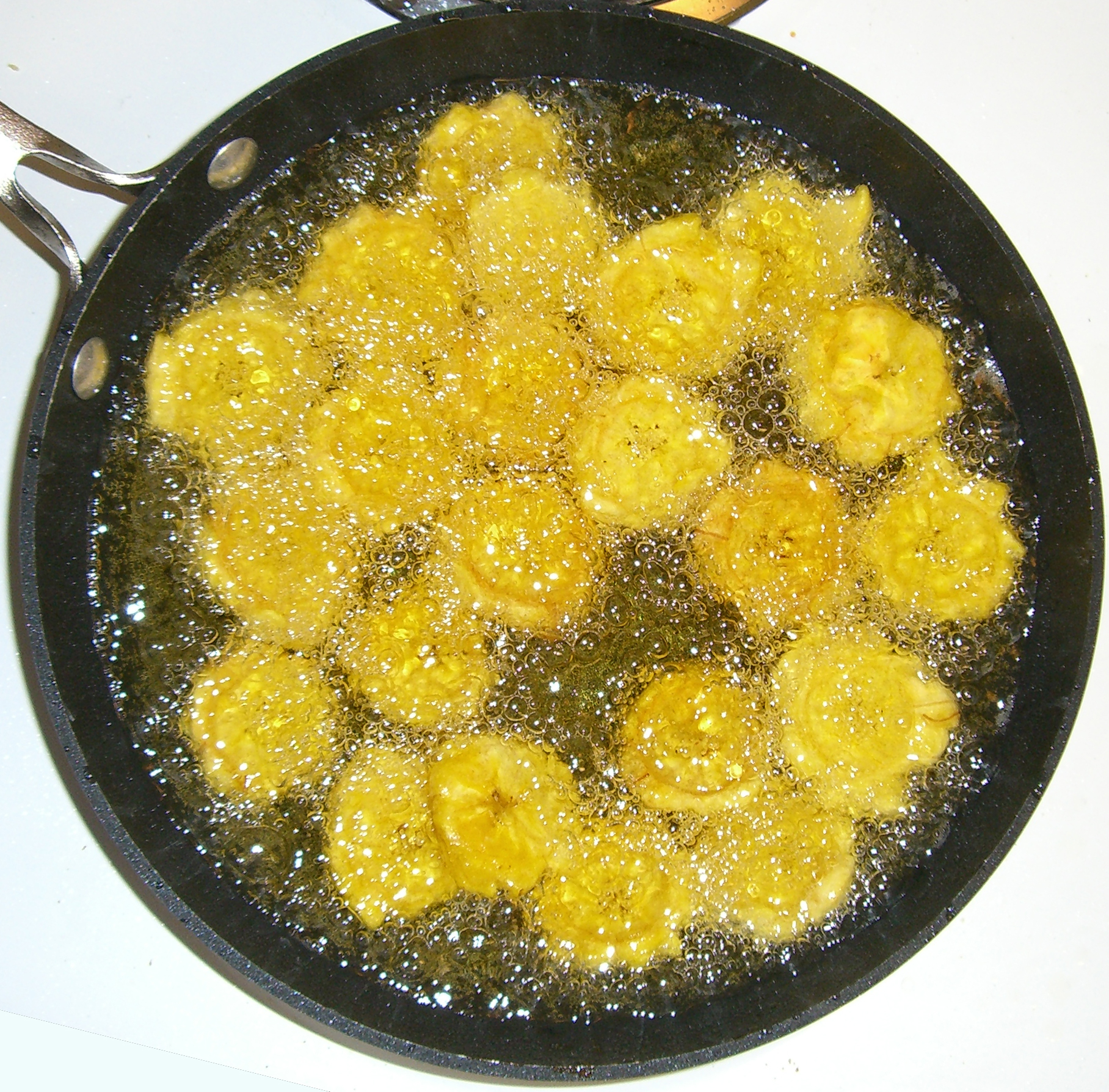
Frittieren von Kochbananen

Frittieren oder Ausbacken ist eine dem Braten verwandte Garmethode, bei der Lebensmittel in heißem Fett schwimmend gebacken werden. Dabei bilden sich durch die gegenüber dem Kochen höheren Temperaturen eine trockene Kruste und aromatische Röststoffe (Maillard-Reaktion).
| Produkt                 | Rauchpunkt °C |
| ----------------------- | ------------- |
| raffiniertes Erdnussöl  | 230           |
| Palmkernfett            | 220           |
| Sonnenblumenöl          | 210–225       |
| Butterschmalz           | 205           |
| raffinierte Öle         | > 200         |
| kaltgepresstes Olivenöl | 190           |
| kaltgepresstes Rapsöl   | 130–190       |

## Verfahren
Beim Frittieren dient Fett oder Öl mit einem hohen Rauchpunkt, zum Beispiel raffiniertes Pflanzenöl, Schmalz oder Butterschmalz (geklärte Butter) als Wärmeüberträger-Medium. Es wird in einem Topf oder einer Fritteuse erhitzt und das Gargut wird bei erreichter Solltemperatur von etwa  von 140 bis 190 °C hinzugegeben. Das Gargut muss beim Hineingeben an der Oberfläche trocken sein, damit das Fett nicht spritzt. Anders als beim Braten wird das Gargut beim Frittieren durch Wärmeleitung und Konvektion auf der gesamten Oberfläche erhitzt.
Ist das Fett nicht heiß genug oder kühlt es durch die Zugabe zu großer Mengen von Gargut zu stark ab, saugen sich die Stücke mit Fett voll, bevor sich eine Kruste bilden kann. Die schnelle Übertragung der möglichst hohen Temperatur auf die Oberfläche des Garguts verhindert das Eindringen von Fett, denn dem Fett strömt der Wasserdampf aus dem Gargut entgegen, der sich durch die hohe Temperatur entwickelt. Dieser Effekt ist bei industriellen Vakuumfritteusen dadurch verstärkt, dass der Siedepunkt des Wassers durch Unterdruck abgesenkt ist.
Zum Frittieren eignen sich besonders stärkereiche Lebensmittel wie Kartoffeln und andere feste Gemüse sowie Gebäck. Fleisch oder Fisch werden häufig zuvor paniert oder mit Backteig umhüllt, da sie selbst kaum Kohlenhydrate enthalten. Die Stücke sollten nicht zu groß oder möglichst flach sein, damit sie im Inneren gar sind, sobald die Oberfläche gebräunt ist.

## Haltbarkeit des Frittierfettes
Der Wasserdampf an der Oberfläche des Fettspiegels verhindert den Zutritt von Sauerstoff zum heißen Fett, darum oxidiert Fett, das ständig für die Zubereitung von Frittiergut verwendet wird, langsamer als Fett, das ohne Frittiergut erhitzt oder warmgehalten wird. Hingegen führen wasserreiche Lebensmittel (Pommes frites, Fleischgerichte usw.) zu einem schnelleren Fettverderb als wasserärmere (z. B. Krapfen).
Chemisch veränderte (polare) Triglyceride und Fettsäuren können als chemische Marker für den Abbau des Frittierfettes verwendet werden. Frisches Öl enthält 2–4 Prozent oder weniger polares Material. Der in den Ländern der EU durch Vorschriften festgelegte maximale polare Gehalt liegt im Bereich zwischen 16 und 27 (Deutschland 24) Prozent. Dieser kann im Restaurant-Gebrauch in zwei bis drei Tagen erreicht werden.
Chemisch betrachtet oxidieren beim Fettverderb die reaktionsfreudigen Doppelbindungen der langkettigen ungesättigten Fettsäuren, die langen Molekülketten zerbrechen oder polymerisieren.
Nicht zu stark erhitztes Frittierfett kann mehrmals verwendet werden, sofern es gefiltert wird, um Verunreinigungen zu entfernen, die den Rauchpunkt verringern und Bitterstoffe entwickeln. Gewerbebetriebe können verbrauchtes Fett abholen lassen, Privathaushalte haben teilweise die Möglichkeit, verbrauchtes Fett abzugeben. Das Verbringen in die Kanalisation ist nicht gestattet. Siehe hierzu auch Entsorgung von Speisefetten und -ölen.

## Schadstoffe und Gefahren
Bei der Erhitzung von Fetten entstehen zahlreiche Zersetzungsprodukte wie beispielsweise konjugierte Fettsäuren, polymerisierte Triglyceride sowie deren Abbauprodukte (freie kurzkettige Fettsäuren, Mono- und Diglyceride, Aldehyde, Ketone, Polymere, cyclische und aromatische Verbindungen), die den Rauchpunkt absenken, das Fett zähflüssiger machen und einen seifigen oder kratzigen Geschmack ergeben können. Starke Überhitzung fördert zudem die Gefahr eines Fettbrandes, der schwere Verbrühungen verursachen kann und nicht mit Wasser zu löschen ist. Verdorbenes Frittierfett und damit zubereitete Lebensmittel sind gesundheitlich bedenklich und nicht verkehrsfähig.
Bei Temperaturen ab etwa 175 °C wird vermehrt das möglicherweise gesundheitsschädliche Acrylamid gebildet. Bei >200 °C kann sich zudem das giftige Acrolein bilden. Biolumineszierende- und histologische Untersuchungen an einem Mausmodell für Brustkrebs im Spätstadium zeigten, dass die Verfütterung von thermisch missbrauchtem Frittieröl (TMF) zu einem deutlichen Anstieg der metastasierten Lungentumorbildung im Vergleich zur Verfütterung von frischem Sojaöl führte. Darüber hinaus zeigten metastatische Tumoren in der Lunge bei Tieren, die die TMF-Behandlungsdiät konsumierten, einen 1,4-fachen Anstieg des Ki-67-Markers für Zellproliferation und die RNA-Sequenzierungsanalyse des Lebergewebes ergab eine diätetisch induzierte Modulation der Genexpression in der Leber. Das in dieser Studie verwendete thermisch missbrauchte Öl enthielt etwa 15 Prozent polares Material (TPM-WERT).